# 11251 Icarion
11251 Icarion è un asteroide troiano di Giove del campo greco. Scoperto nel 1973, presenta un'orbita caratterizzata da un semiasse maggiore pari a 5,1609247 UA e da un'eccentricità di 0,0026969, inclinata di 4,20362° rispetto all'eclittica.
L'asteroide è dedicato a Icario di Sparta, padre di Penelope.